# Нарти (Сохачевський повіт)
Нарти (пол. Narty) — село в Польщі, у гміні Ілув Сохачевського повіту Мазовецького воєводства.
Населення — 101 особа (2011).
У 1975-1998 роках село належало до Плоцького воєводства.

## Демографія
Демографічна структура станом на 31 березня 2011 року:
|          | Загалом | Допрацездатний вік | Працездатний вік | Постпрацездатний вік |
| -------- | ------- | ------------------ | ---------------- | -------------------- |
| Чоловіки | 55      | 11                 | 38               | 6                    |
| Жінки    | 46      | 7                  | 30               | 9                    |
| Разом    | 101     | 18                 | 68               | 15                   |